# 史旌賢
史旌賢（1555年—？），字廷徵，號緯石，雲南大理府雲南縣籍，直隸應天府江寧縣人，明朝政治人物。

## 生平
萬曆四年（1576年）丙子科雲南鄉試第三十八名，萬曆八年（1580年）庚辰科會試第一百八十五名，登三甲第一百七十八名進士。刑部觀政，本年授内江县知县，十四年以卓异纪录，行取，擢升贵州道监察御史，十六年三月升浙江按察司佥事，十七年四月调任湖广，十八年八月升贵州右参议，二十年调簡。二十二年十二月起补湖广佥事，二十四年正月调任江西，分巡南昌兵备道，二十六年五月升四川右参议，分守川北道，二十八年二月升本省馬湖兵备副使。三十六年改任湖广副使，四十年三月升本省右参政，四十一年考察降调。

## 家族
曾祖史通；祖父史潮；父史大經，曾任學正。前母張氏；前母姚氏；生母何氏。